# David Peterson
David Robert Peterson (Toronto, Ontario, 28 de diciembre de 1943) es un político canadiense, 20.º primer ministro de Ontario del 26 de julio de 1985 al 1 de octubre de 1990. Fue el primer liberal en dirigir el gobierno de su país en 42 años.
- Datos: Q1176105
- Multimedia: David Peterson / Q1176105